# Гарифуллин, Рустам Рафисович
Руста́м Рафи́сович Гарифу́ллин (20 мая 1978, д. Асавка, Балтачевский район, БАССР — 24 февраля 2015) — российский лыжник-паралимпиец. Двукратный чемпион Паралимпийских игр в Турине (2006) по биатлону, серебряный призёр Паралимпийских игр в Турине (2006) в эстафете по лыжным гонкам, обладатель Кубка мира в общем зачёте (2006) по биатлону, чемпион мира (2005) в эстафете по лыжным гонкам. Награждён орденом Дружбы (2008), Салавата Юлаева (2006).
Мастер спорта России международного класса (2005), заслуженный мастер спорта России (2006) по биатлону.
Член сборной Паралимпийской команды России (2002-07). В 2002—07 выступал за Школу высшего спортивного мастерства (тренер А. А. Гумеров).
С 2002 г. инструктор учебно-спортивного отдела спортклуба им. Н. Гастелло г. Уфа.

## Спортивная карьера
биатлон
Чемпион Паралимпийских игр (2006) в гонке на 12,5 км и спринте 7,5 км, обладатель Кубка мира в общем зачёте (2006), победитель этапа Кубка мира в спринте (2005), серебряный призёр чемпионата мира в гонке на 12,5 км (оба — 2005) по биатлону.
летний биатлон
Чемпион Европы, 3-кратный победитель этапов Кубка Европы, бронзовый призёр чемпионата Европы (все — 1997) по летнему биатлону.
лыжные гонки
Серебряный призёр Паралимпийских игр (2006) и чемпион мира (2005) в эстафете по лыжным гонкам.

## Образование
Воспитанник спортивно-технического клуба РОСТО (Стерлитамак; тренер М. З. Мударисов). Окончил Стерлитамакский техникум физической культуры (1997) и Башкирский институт физической культуры (2006).

## Награды
- Орден Дружбы (2008 год)[1].
- Орден Салавата Юлаева (25 апреля 2006 года, Башкортостан) — за высокие спортивные результаты на IX Параолимпийских играх 2006 года[2]

Указ Президента Республики Башкортостан от 25.04.2006 № УП-162 «О награждении орденом Салавата Юлаева Гарифуллина Р. Р., Ибрагимовой Э. В. и Михайлова К. А.» гласил:

За высокие спортивные результаты на IX Параолимпийских играх 2006 года наградить орденом Салавата Юлаева:
Гарифуллина Рустама Рафисовича — инструктора Спортивного клуба имени Николая Гастелло открытого акционерного общества «Уфимское моторостроительное производственное объединение»
Ибрагимову Эльвиру Винеровну — слесаря механосборочных работ общества с ограниченной ответственностью «Белебеевское учебно-производственное предприятие Всероссийского общества слепых»
Михайлова Кирилла Андреевича — спортсмена-инструктора муниципального образовательного учреждения дополнительного образования детей «Детско-юношеская спортивная школа» муниципального района Мишкинский район.— http://zakon-region3.ru/menu/24/

## После спорта
По словам его друзей, спортсмен так и не смог приобрести собственное жилье. В последние годы жизни подрабатывал таксистом в Нефтекамске.
Известен запрос от имени Гарифуллина Рустама Рафисовича по пенсии: «Пишет инвалид 3 группы. Я являюсь паралимпийским чемпионом Турин 2006 и я узнал что есть надбавка к пенсии Олимпийским чемпионам; вопрос такого рода: „Какие документы надо предоставить в пенсионный фонд, для оформления надбавки и сколько % составляет надбавка?“»
Гибель
Автомобильная авария произошла 23 февраля 2015 года на федеральной трассе М7 «Волга». Гарифуллин во время обгона столкнулся с грузовиком. Вместе с Гарифуллиным погибли его мать Ралузя Муллахановна Гарифуллина и тетя.